# Abadal
Abadal byla značka automobilů vyráběných španělskou firmou F.S. Abadal y Cia v Barceloně mezi lety 1912–1923. Francisco Abadal (přezdívaný Paco - španělsky Frantík) byl prodejce vozů Hispano-Suiza a závodník. Firmu založil v roce 1908, první automobil byl vyroben v roce 1912.
Automobily Abadal byly považovány za rychlá luxusní auta těsně kopírující Hispano. Společnost nabízela dva modely. Jeden měl čtyřválcový a druhý šestiválcový motor. Brzy po založení řady Abadale začala belgická společnost Imperia stavět tyto vozy v licenci pod značkou Imperia-Abadal. Po vypuknutí války v roce 1914 byla však výroba zastavena. V roce 1916 Abadal získal zastoupení firmy Buick a v Barceloně vyráběl motory Buick a stavěl karoserie na zakázku. Tyto vozy byly nazývány Abadal-Buick. M.A. Van Roggen (dříve Springuel) převzal výrobu po skončení války a postavil více než 170 vozů Imperia-Abadal. Mezi vyráběnými modely byl sportovní model s třílitrovým šestnáctiventilovým čtyřválcem s rozvodem OHC a tři prototypy řadových osmiválců o objemu 5,6 l. Společnost přestala vyrábět automobily v roce 1923.
Po skončení výroby se Francisco Abadal stal zástupcem General Motors ve Španělsku. Plány General Motors z roku 1930 související s prototypem Abadal Continental se nikdy neuskutečnily.